# Atterson W. Rucker

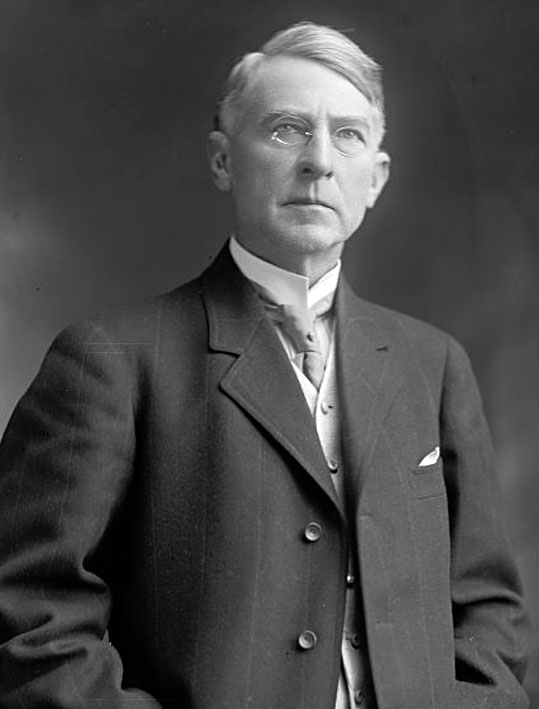
Atterson W. Rucker

Atterson Walden Rucker (* 3. April 1847 in Harrodsburg, Mercer County, Kentucky; † 19. Juli 1924 im Jefferson County, Colorado) war ein US-amerikanischer Politiker. Zwischen 1909 und 1913 vertrat er den ersten Wahlbezirk des Bundesstaates Colorado im US-Repräsentantenhaus.

## Werdegang
Schon in seiner frühen Jugend kam Atterson Rucker mit seinen Eltern nach Missouri, wo er die öffentlichen Schulen besuchte. Trotz seiner Jugend nahm er auf der Seite der Konföderierten Staaten am Bürgerkrieg teil. Nach einem Jurastudium und seiner 1868 erfolgten Zulassung als Rechtsanwalt begann er in Lexington (Missouri) in seinem neuen Beruf zu arbeiten. Im Jahr 1873 zog er nach Baxter Springs in Kansas, wo er ebenfalls als Anwalt praktizierte. 1879 verlegte er seinen Wohnsitz und seine Praxis nach Leadville in Colorado. Dort stieg er auch in das Bergbaugeschäft ein.
Zwischen 1881 und 1882 war Rucker Richter im Lake County; 1885 zog er nach Aspen, wo er sich noch intensiver im Bergbau engagierte. Politisch war er Mitglied der Demokratischen Partei. Als deren Kandidat wurde er 1908 im ersten Distrikt von Colorado in das US-Repräsentantenhaus in Washington, D.C. gewählt. Nach einer Wiederwahl im Jahr 1910 konnte er zwischen dem 4. März 1909 und dem 3. März 1913 zwei Legislaturperioden im Kongress absolvieren.
Im Jahr 1912 wurde Rucker von seiner Partei nicht für eine weitere Amtszeit nominiert. Nach seinem Ausscheiden aus dem Kongress praktizierte er wieder als Anwalt. Dabei verlegte er seine Praxis wieder nach Denver. Atterson Rucker starb im Juli 1924 in der Nähe von Mount Morrison im Jefferson County in Colorado.